# سردینا
سردینا (به بلغاری: Sredina) یک منطقهٔ مسکونی در بلغارستان است که در شهرستان جنرال توشوو واقع شده‌است.